# Vaga za točno mjerenje
Vaga za točno mjerenje (srp. Вага за тачно мерење) je bila srbijanska obiteljska humoristična televizijska serija scenarista Aleksandra Popovića, koji je bio scenarist sve 41 epizode. Emitirana je u pet sezona. Zvuk je bio mono, a slika u boji.

## Uloge
| Glumac/glumica      | Uloga                           |
| ------------------- | ------------------------------- |
| Mija Aleksić        | Djedica                         |
| Renata Ulmanski     | Bosa                            |
| Dobrila Matić       | Zora                            |
| Marina Koljubajeva  | Mara                            |
| Nenad Nenadović     | Goran                           |
| Ivona Simić         | Vesna                           |
| Nikola Milić        | Sveta                           |
| Mirjana Đurović     | Sida                            |
| Dubravka Mijatović  | Duda                            |
| Zlatko Milošević    | Zlatko                          |
| Dragutin Dobričanin | Mađioničar Milojko              |
| Ljiljana Jovanović  | Baka                            |
| Ljubica Ković       | Prodavačica cvijeća/psihologica |

Pored gornjih glavnih uloga, u seriji su se u jednoj ili dvije epizode pojavila poznata imena srbijanskog glumišta kao Boro Stjepanović, Neda Arnerić, Mihajlo Paskaljević, Bora Todorović, Vlastimir Đuza Stojiljković, Jelisaveta Sablić, Dragan Nikolić i druga.

## Vanjske poveznice
- (srp.) Gde su i šta rade glumci iz „Vage za tačno merenje“, nadlanu, 23. srpnja 2014.